# Christian Kapp

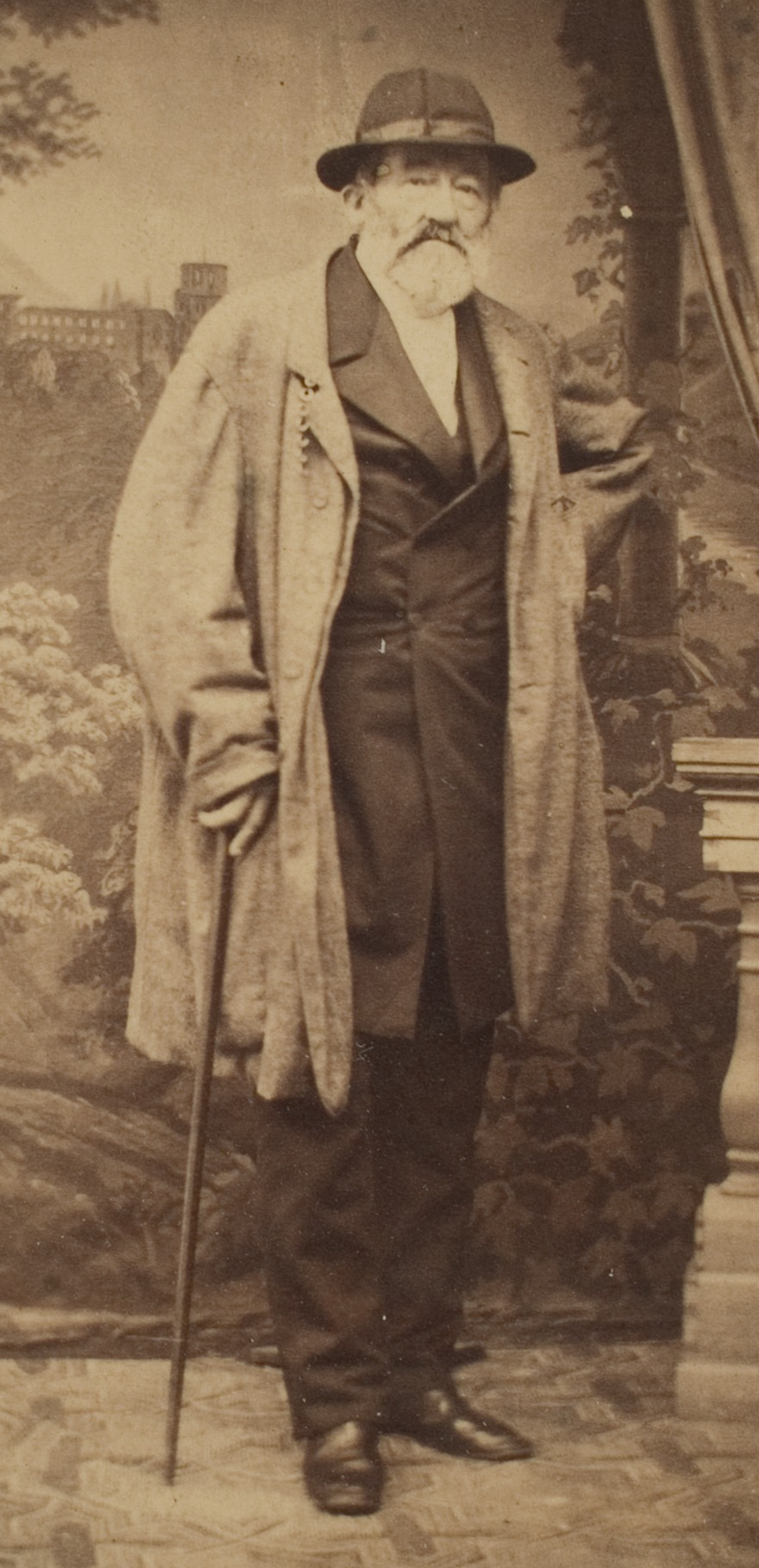
Christian Kapp

Johann Georg Christian Kapp (* 18. März 1798 in Bayreuth; † 31. Dezember 1874 in Neuenheim, heute Stadtteil von Heidelberg) war ein deutscher Professor der Philosophie und demokratisch gesinnter badischer Politiker im Umfeld der Märzrevolution.
Christian Kapp wurde als eines von neun Kindern und jüngster Sohn des Konsistorialrats und Superintendenten Johann Kapp und seiner Ehefrau Henriette, geb. Müller, in Bayreuth geboren. Er stammte damit aus der Oberkotzauer Familie Kapp, aus der auch der Historiker Johann Erhard Kapp und Christian Ehrhard Kapp stammte. Er studierte evangelische Theologie und Philosophie an der Universität Berlin und der Universität Erlangen. 1818 trat er der Alten Berliner Burschenschaft bei und wurde 1819 in Erlangen zum Dr. phil. promoviert. Anschließend arbeitete er als Privatdozent und wurde 1824 Professor für Philosophie in Erlangen. Bereits 1832 wurde er aus politischen Gründen in den Ruhestand versetzt und zog daraufhin nach Heidelberg. 1839 wurde Kapp endgültig aus dem bayerischen Staatsdienst entlassen und konnte so Professor in Heidelberg werden. 1840 wurde er zum badischen Hofrat ernannt. 1844 verzichtete er aus politischen Gründen auf seine Professur und lebte fortan als Verfasser zahlreicher philosophischer und theologischer Schriften in Heidelberg.
1846 wurde er Abgeordneter für Offenburg in der Zweiten Kammer der Badischen Ständeversammlung, der er bis 1849 angehörte, und arbeitete in engem Kontakt mit Friedrich Hecker.
1847 war er einer der Hauptredner auf der Offenburger Versammlung und kurz darauf Teilnehmer an der Heppenheimer Tagung, was ihm Ermittlungen wegen Hochverrats einbrachte. Anschließend gehörte er dem Vorparlament an und vertrat vom 29. Mai 1848 bis zum 30. Juni 1849 den 3. badischen Wahlkreis Villingen in der Frankfurter Nationalversammlung, wo er zur Fraktion Donnersberg zählte.